# Лубочный переулок
Лубо́чный переулок — небольшая улица в центре Москвы на Якиманке между улицей Балчуг и Малым Москворецким мостом.

## История
Полагают, что название (до 1922 года — Лубковский) переулка, существующее с XVII века, возникло в связи с изготовлением здесь лубяных (из липового лыка) канатов, которыми скрепляли части плавучего моста через Москву-реку. Я. З. Рачинский опровергает эту версию, выводя название Лубковский из фамилии домовладельцев первой половины XIX века купцов Лобковых, проездом к владениям которых был переулок. Так, в делах Каменного приказа отмечена передача пустыря на Болоте, оставшегося после вывода Померной таможни, надворному советнику Лобкову, а в 1852 году здесь проживала А. И. Лобкова. Изначально переулок проходил по другой трассе, идя на север от Болотной улицы и, огибая два дома, соединялся с улицей Балчуг. Переулок в первоначальной конфигурации встречается на планах с конца XVIII до начала XX века, где показан узким, плотно застроенным. Западная и южная стороны переулка снесены в 1930-е годы при строительстве Большого и Малого Москворецких мостов.

## Описание
Лубочный переулок представляет собой короткий участок набережной Водоотводного канала, который соединяет Болотную улицу и Садовническую набережную. Начинается от Чугунного моста на улице Балчуг, проходит на запад до Малого Москворецкого моста и переходит в Болотную улицу. Является самым коротким переулком Москвы, имея длину 58 метров.

## Здания и сооружения

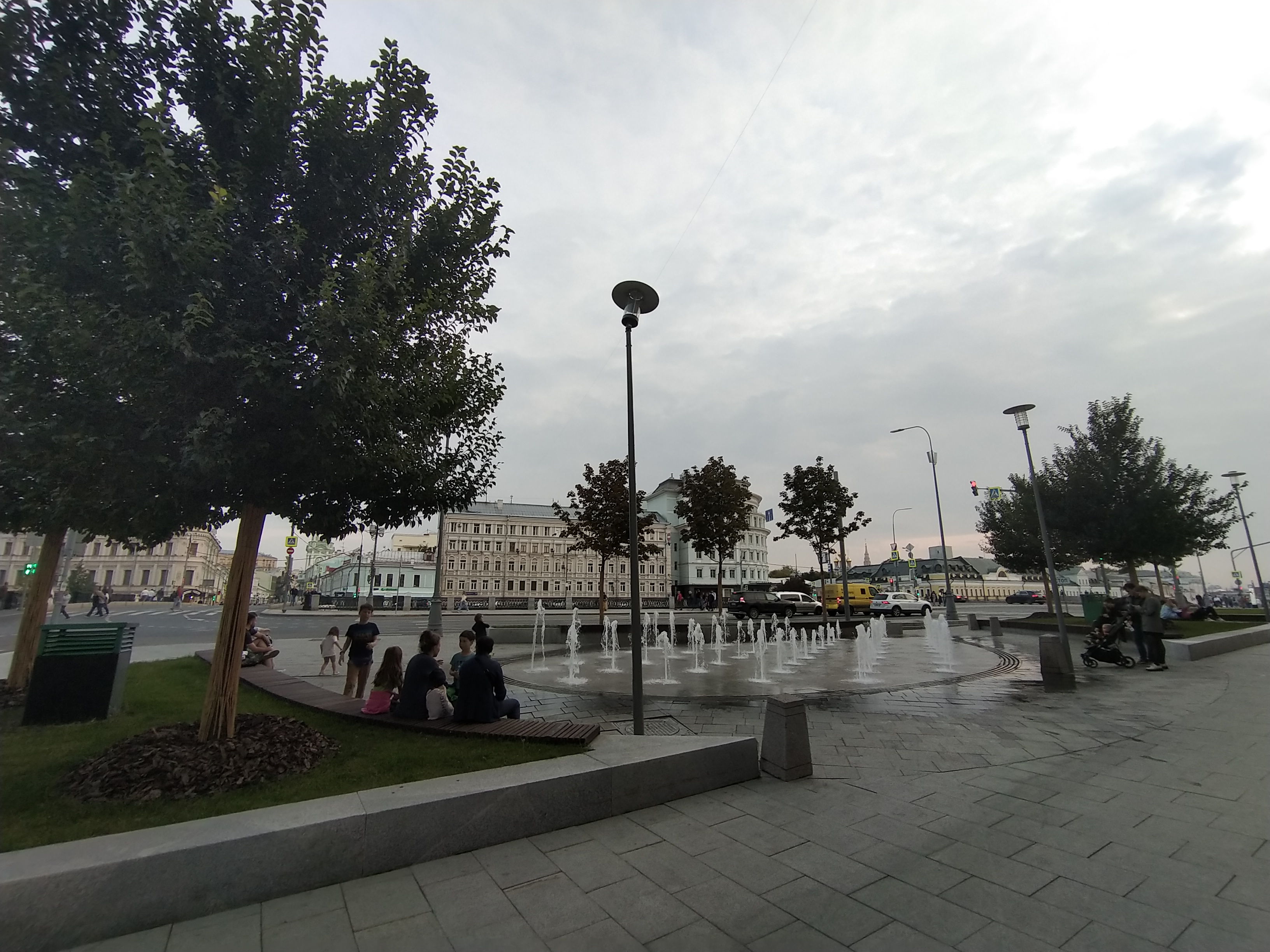
Фонтан, установленный в 2021 году

За переулком числится единственное здание:
- № 2 — Здание Банка России (архитектор А. Р. Воронцов), построено в 2001 году на месте снесённых домов 2 и 4 переулка[3]. Нижние этажи этого восьмиэтажного здания с некоторыми искажениями воспроизводят фасад прежнего, четырёхэтажного доходного дома (с конторскими и торговыми помещениями на первом этаже) № 4 по Лубочному переулку, который был построен в 1900 году архитектором Е. И. Опуховским для купцов-москательщиков Шемшуриных[2].